# Pinguicula macrophylla
Pinguicula macrophylla är en tätörtsväxtart som beskrevs av Carl Sigismund Kunth. Pinguicula macrophylla ingår i släktet tätörter, och familjen tätörtsväxter. Inga underarter finns listade i Catalogue of Life.